# DMBT1
DMBT1‏ (Deleted in malignant brain tumors 1) هوَ بروتين يُشَفر بواسطة جين DMBT1 في الإنسان.